# Roger Mortimer (1. hrabia Marchii)
Roger de Mortimer (ur. 25 kwietnia 1287, zm. 29 listopada 1330) – 8. baron Wigmore, 1. hrabia Marchii, w latach 1308-1318 lord namiestnik Irlandii z nadania Edwarda II, kochanek królowej angielskiej Izabeli Francuskiej, żony króla Edwarda II.

## Życiorys
Uczestniczył w buncie ligi baronów pod przewodnictwem hrabiów Hereford i Lancaster. Po upadku buntu uwięziony w Tower Mortimer zbiegł do Francji, gdzie na dworze swego brata przebywała królowa Izabela ze swym synem Edwardem III. Razem z Izabellą przeprowadzili udaną inwazję na Anglię w celu obalenia władzy Hugona Despensera, 1. hrabiego Winchester oraz jego syna, faworyta króla Edwarda II, Hugona Despensera Młodszego. Edward II został odsunięty od władzy i po abdykacji stracony, a Mortimer został regentem w imieniu małoletniego Edwarda III.
Rządził Anglią silną ręką jako 1. hrabia Marchii. Taka pozycja Mortimera nie odpowiadała zarówno królowi Edwardowi III, jak i znacznej części angielskiego możnowładztwa (zwłaszcza Henryk Plantagenet, 3. hrabia Lancaster). W 1330 roku Mortimer kazał uwięzić i stracić królewskiego stryja Edmunda Woodstocka, 1. hrabiego Kentu. Edward III zdecydował się działać i w październiku w Nottingham przeprowadził zamach, zakończony uwięzieniem Mortimera, który został przetransportowany do Tyburn i tam 29 listopada – bez sądu – powieszony, zaś wszystkie jego ziemie zostały przejęte przez Koronę.
Dzieje Mortimera, Izabeli, Edwarda II i Edwarda III stanowią kanwę powieści Wilczyca z Francji, piątej części historycznego cyklu powieściowego Maurice'a Druona Królowie przeklęci.